# Fobia (powieść)
Fobia – thriller psychologiczny autorstwa Grahama Mastertona, pierwotnie wydany w 1980 roku pod pseudonimem Thomas Luke, jako nowelizacja filmu o tym samym tytule . Książka została napisana na podstawie scenariusza filmowego i zawiera autorskie rozwinięcia fabularne, dialogi oraz nowe sceny .

## Opis fabuły
Głównym bohaterem powieści jest doktor Peter Ross, psycholog pracujący w szpitalu Lakeshore, który wdraża kontrowersyjny program leczenia fobii za pomocą niekonwencjonalnych metod terapeutycznych. W ramach programu podejmuje się terapii pięciu więźniów skazanych za brutalne zbrodnie, dając im szansę na wyjście na wolność  . Wkrótce po rozpoczęciu terapii zaczynają ginąć ludzie, a sytuacja zmienia się w psychologiczną grę pełną podejrzeń i paranoi – morderca może kryć się pośród samych uczestników eksperymentu . Fabuła książki rozgrywa się głównie w jednej linii czasowej i zawiera emocjonalny epilog, który domyka historię. Choć nie brakuje tu śmierci i szokujących scen, nie jest to historia epatująca brutalnością – większy nacisk położono na analizę psychologiczną i klimat .

## Odbiór
Książka jest postrzegana jako ciekawostka literacka, szczególnie dla fanów Mastertona, którzy przez dekady nie mieli do niej dostępu ani świadomości, że to jego dzieło . Dla niektórych czytelników to nostalgiczna podróż do stylistyki thrillerów z lat 80. XX wieku, gdzie klimat i analiza umysłów postaci dominują nad akcją. Z jednej strony chwalona jest za atmosferę, mroczne ilustracje w polskim wydaniu i wciągający styl , z drugiej strony pojawiają się zarzuty dotyczące przewidywalnej fabuły, mało wyrazistego protagonisty i ograniczeń wynikających z bazowania na gotowym scenariuszu filmowym . Książka może być mniej atrakcyjna dla współczesnego czytelnika szukającego zwrotów akcji i dynamicznej narracji, ale zyska uznanie u tych, którzy cenią suspens i klimat starych thrillerów  .

## Wydanie polskie
Książka została wydana w Polsce po raz pierwszy przez wydawnictwo Lingua Mortis w 2025 roku   w formie:
- drukowanej – Masterton G.: Fobia. K. Mogielska (tł.). Stępin: 2025. ISBN 978-83-972548-0-0. Brak numerów stron w książce, twarda okładka, 135 mm x 205 mm, 328 stron
- audiobooka – ISBN 978-83-973270-7-8
- e-booka – ISBN 978-83-973270-6-1[3]